# The Three EPs
Albums de The Beta Band
Los Amigos del Beta Bandidos
(1998) The Beta Band
(1999)
The Three E.P.'s est un album compilation du groupe The Beta Band, sorti en 1998. Cet album est constitué  par les chansons des trois EP du groupe, Champion Versions sorti en 1997, The Patty Patty Sound et Los Amigos del Beta Bandidos sortis en 1998,.
La pochette reprend d'ailleurs des images provenant des pochettes des trois EP.
En 2000, le magazine musical britannique Q a placé cet album à la 74e place dans son classement des 100 meilleurs albums britanniques de tous les temps[réf. nécessaire].

## Liste des titres
1. Dry the Rain – 6:05
2. I Know – 3:58
3. B + A – 6:35
4. Dogs Got a Bone – 5:58
5. Inner Meet Me – 6:20
6. The House Song – 7:15
7. Monolith – 15:48
8. She's the One – 8:21
9. Push It Out - 5:22
10. It's Over - 3:50
11. Dr. Baker - 4:08
12. Needles in My Eyes - 4:32